# MuseScore
MuseScore – zaawansowany, darmowy edytor nut na licencji GNU GPL, przeznaczony do tworzenia, edytowania i odtwarzania zapisu nutowego. Program dostępny jest w wersjach dla systemów typu Linux, Microsoft Windows i Mac OS.
MuseScore jest edytorem typu WYSIWYG, obsługującym tabulaturę, bas cyfrowany i diagramy akordów. Nuty w edytorze można wprowadzać za pomocą myszki, klawiatury i przez MIDI. Program obsługuje nieograniczoną liczbę pięciolinii, a na każdej z nich do czterech głosów. Edytor importuje i eksportuje pliki MusicXML oraz standardowe pliki MIDI, a zapis nutowy można również wydrukować i zapisać do pliku PDF.